# Elecciones generales de Uruguay de 1920
El 25 de noviembre de 1920 se realizaron elecciones en Uruguay para elegir a una parte de los miembros del Consejo Nacional de Administración y a colegios electorales de senadores en los departamentos uruguayos de Canelones, Artigas, Salto, Soriano, Florida y Durazno.
Esta fue la primera elección en la que miembros del Consejo Nacional de Administración fueron electos mediante Voto popular.

## Sistema electoral
El sufragio estaba limitado exclusivamente a todos los hombres mayores de edad. El voto era secreto.

### Consejo Nacional de Administración
Este estaba compuesto por 9 miembros electos por tercios cada bienio mediante Doble voto simultáneo, por lista incompleta.
El mandato de sus miembros duraba 6 años.
La elección de sus miembros se realizaba a nivel nacional, siendo la nación la única circunscripción.
Cada lema presentaba una lista incompleta compuesta por 2 candidatos. Los 2 candidatos del partido o lema que ganase las elecciones resultarían electos, mientras que 1 candidato del partido o lema que quedase segundo en las elecciones resultaría electo.
La Reelección inmediata de sus miembros estaba prohibida, teniendo que esperar 2 años tras dejar el cargo para volver a ser candidato.

### Cámara de Senadores
Cada departamento contaba con 1 senador, por lo cual en total la cámara estaba compuesta por 19 miembros, todos ellos electos por un colegio electoral departamental. El mandato de los senadores duraba 6 años.
La elección de los senadores se realizaba por tercios cada bienio y su reelección inmediata por el mismo departamento estaba prohibida.
Cada colegio electoral contaba con 15 miembros; todos ellos ciudadanos del departamento por el que fueron elegidos. estos, además de elegir al senador, también elegían a su suplente por la jurisdicción respectiva. La elección de tanto el senador como del suplente se realizaba mediante un sistema indirecto en una reunión secreta.

## Resultados

### Consejo Nacional de Administración
| Partido o lema   | Votos   | %      | Miembros obtenidos |
| ---------------- | ------- | ------ | ------------------ |
| Partido Colorado | 93,176  | 52.15  | 2                  |
| Partido Nacional | 85,492  | 47.85  | 1                  |
| Total            | 178,668 | 100.00 | 3                  |
| Fuente:          |         |        |                    |

### Senadores

#### Totales
| Partido o lema        | Votos            | %                | Senadores obtenidos | Senadores totales | +/-              |
| --------------------- | ---------------- | ---------------- | ------------------- | ----------------- | ---------------- |
| Partido Colorado      | 26,632           | 50.32            | 4                   | 13                | -1               |
| Partido Nacional      | 26,290           | 49.68            | 2                   | 6                 | +1               |
| Total                 | 52,922           | 100.00           | 6                   | 19                | 0                |
| Fuente:               |                  |                  |                     |                   |                  |
| Presidente del Senado |                  |                  |                     |                   |                  |
| Titular               | Titular          | Titular          | Electo              | Electo            | Electo           |
| José Espalter         | José Espalter    | José Espalter    | José Espalter       | José Espalter     | José Espalter    |
| Partido Colorado      | Partido Colorado | Partido Colorado | Partido Colorado    | Partido Colorado  | Partido Colorado |

#### Por departamento

##### Canelones
| Partido o lema   | Votos  | %      | Senadores obtenidos | +/- |
| ---------------- | ------ | ------ | ------------------- | --- |
| Partido Colorado | 9,215  | 55.14  | 1                   | 0   |
| Partido Nacional | 7,495  | 44.86  | 0                   | 0   |
| Total            | 16,710 | 100.00 | 1                   | 0   |
| Fuente:          |        |        |                     |     |

##### Artigas
| Partido o lema   | Votos | %      | Senadores obtenidos | +/- |
| ---------------- | ----- | ------ | ------------------- | --- |
| Partido Colorado | 2,332 | 61.02  | 1                   | 0   |
| Partido Nacional | 1,491 | 38.98  | 0                   | 0   |
| Total            | 3,823 | 100.00 | 1                   | 0   |
| Fuente:          |       |        |                     |     |

##### Salto
| Partido o lema   | Votos | %      | Senadores obtenidos | +/- |
| ---------------- | ----- | ------ | ------------------- | --- |
| Partido Colorado | 4,098 | 54.34  | 1                   | 0   |
| Partido Nacional | 3,443 | 45.66  | 0                   | 0   |
| Total            | 7,541 | 100.00 | 1                   | 0   |
| Fuente:          |       |        |                     |     |

##### Soriano
| Partido o lema   | Votos | %      | Senadores obtenidos | +/- |
| ---------------- | ----- | ------ | ------------------- | --- |
| Partido Colorado | 4,008 | 52.22  | 1                   | 0   |
| Partido Nacional | 3,667 | 47.78  | 0                   | 0   |
| Total            | 7,675 | 100.00 | 1                   | 0   |
| Fuente:          |       |        |                     |     |

##### Florida
| Partido o lema   | Votos | %      | Senadores obtenidos | +/- |
| ---------------- | ----- | ------ | ------------------- | --- |
| Partido Nacional | 5,452 | 60.87  | 1                   | 0   |
| Partido Colorado | 3,504 | 39.13  | 0                   | 0   |
| Total            | 8,956 | 100.00 | 1                   | 0   |
| Fuente:          |       |        |                     |     |

##### Durazno
| Partido o lema   | Votos | %      | Senadores obtenidos | +/- |
| ---------------- | ----- | ------ | ------------------- | --- |
| Partido Nacional | 4,742 | 57.69  | 1                   | +1  |
| Partido Colorado | 3,475 | 42.31  | 0                   | -1  |
| Total            | 8,217 | 100.00 | 1                   | 0   |
| Fuente:          |       |        |                     |     |